# Mary Ball Washington

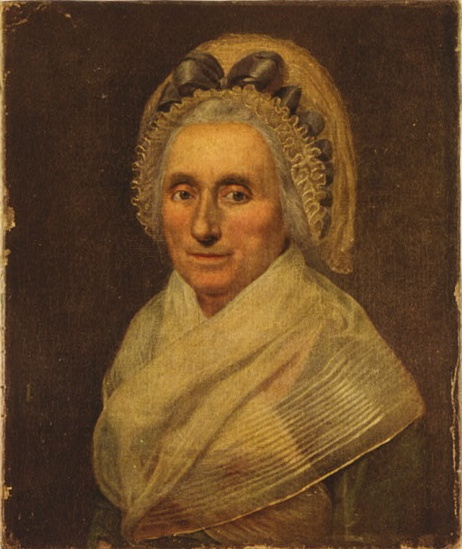
Porträt von Mary Ball Washington, von Robert Edge Pine, 1786.

Mary Ball Washington (* 30. November 1708 in Lively, Lancaster County; † 25. August 1789 im Mary Washington House in Fredericksburg) war die zweite Frau von Augustine Washington und die Mutter von George Washington.

## Leben
Sie wurde geboren als Mary Ball und war das einzige Kind von Joseph Ball (1649–1711) und dessen zweiter Frau, der Witwe Mary Johnson (1672–1721). Ihr Vater starb, als sie drei Jahre alt war; als sie mit zwölf Jahren auch ihre Mutter verlor, wurde, gemäß dem letzten Willen ihrer Mutter, der Anwalt George Eskridge ihr Vormund.
Am 6. März 1731 heiratete sie den Witwer Augustine Washington. Augustine hatte bereits vier Kinder aus seiner ersten Ehe mit Jane Butler, von denen nur zwei das Erwachsenenalter erreichten. Ab 1738 lebten sie auf der heutigen Ferry Farm. Das Paar bekam zusammen noch sechs weitere Kinder:
- George Washington (1732–1799)
- Betty Washington Lewis (1733–1797)
- Samuel Washington (1734–1781)
- John Augustine Washington (1736–1787)
- Charles Washington (1738–1799)
- Mildred Washington (1739–1740)

Augustine starb 1743. Anders als die meisten Witwen dieser Zeit in Virginia, heiratete Mary Ball Washington nicht wieder. Sie erlebte noch, wie ihr Sohn George Washington zum US-Präsidenten vereidigt wurde.
Washingtons Beziehung zu seiner Mutter war zeitlebens sehr angespannt. Obwohl sie keineswegs arm war, klagte sie regelmäßig vor Außenstehenden darüber, dass sie mittellos sei und von ihren Kindern vernachlässigt würde, sehr zu Georges Verlegenheit. So kaufte er ihr 1772 ein Haus (das heutige Mary Washington House) in Fredericksburg, wo sie bis zu ihrem Tod lebte. Die Animositäten zwischen Mutter und Sohn hielten an bis zu ihrem Tod durch Krebs im ersten Jahr seiner Präsidentschaft. Als Zeichen der Trauer trugen die Mitglieder des Kongresses 30 Tage eine schwarze Armbinde und beschlossen die Errichtung eines Denkmals zu ihren Ehren.
Mary Ball Washington wurde auf der Lewis Plantage, in Kenmore, dem Heim ihrer Tochter Betty und ihres Schwiegersohns Fielding Lewis, beigesetzt, in der Nähe des „Meditation Rock“. Der Überlieferung nach war das ihr bevorzugter Rückzugsort, um zu lesen, zu beten und zu meditieren.

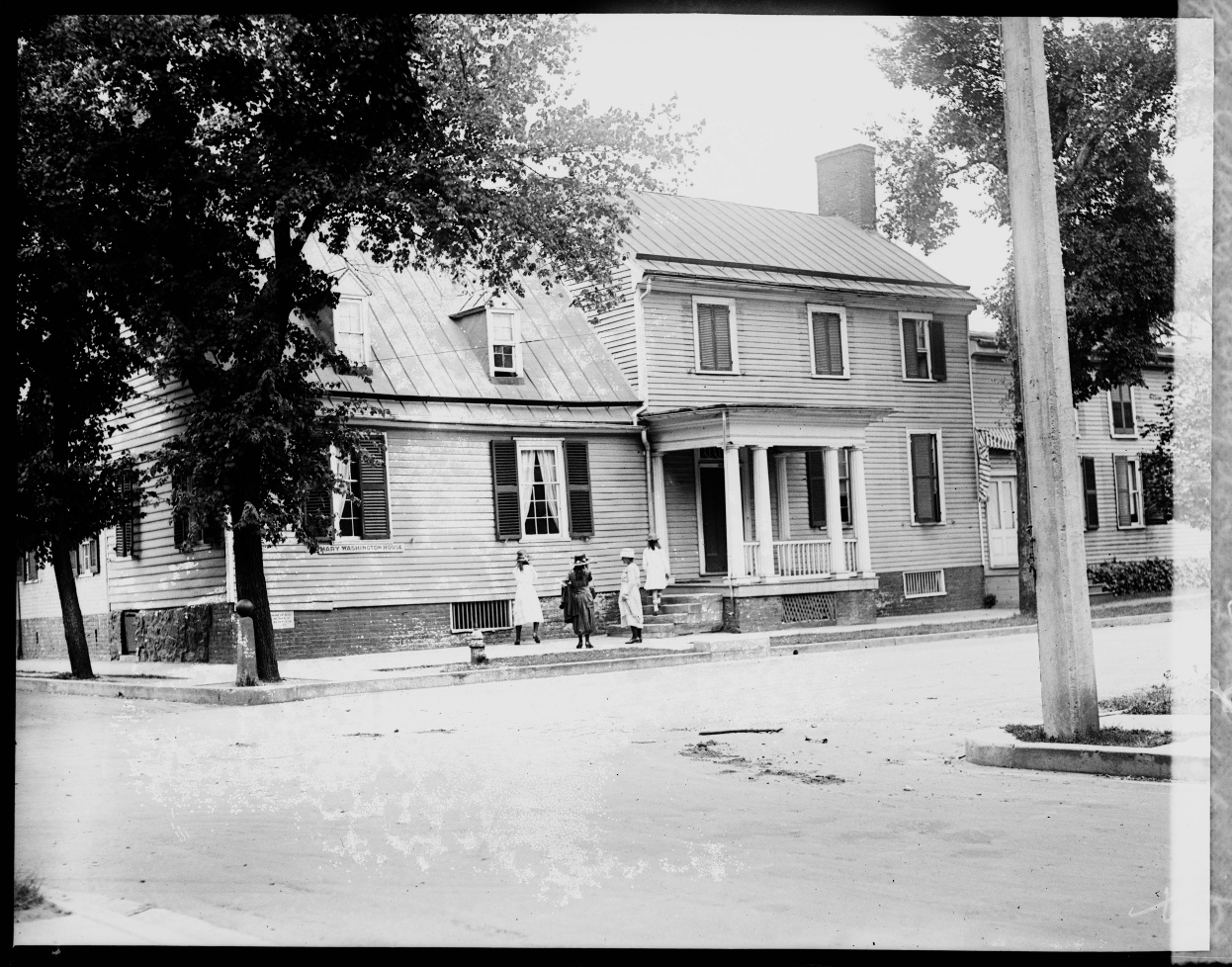
Das Mary Washington House in Fredericksburg

## Gedenken
- Es gibt sehr viele Denkmäler für Mary Ball Washington in Fredericksburg
- Das Mary Washington House, das von George Washington für sie erworben wurde, wurde von der Association for the Preservation of Virginia Antiquities erhalten und ist heute als historisches Museum der Öffentlichkeit zugänglich. Es enthält eine Sammlung von antikem Mobiliar, welches teilweise von der Familie Washington stammt.
- Die University of Mary Washington, eine öffentliche Universität in Fredericksburg, wurde nach Mary Washington benannt.
- Ebenso wurde das Mary Washington Hospital, mit 437 Betten, nach ihr benannt.